# Bōkenkyō jidai
Bōkenkyō jidai (jap. 冒険狂時代) – manga autorstwa Osamu Tezuki, publikowana na łamach magazynu „Bōken Ō” wydawnictwa Kōdansha od 12 stycznia 1951 do sierpnia 1953.

## Fabuła
W 1876 roku młody Takonosuke Arashi wyrusza z japońską delegacją do Stanów Zjednoczonych, by uczestniczyć w negocjacjach handlowych. W trakcie podróży przez Morze Karaibskie ich statek zostaje zaatakowany przez piratów. W zamieszaniu Takonosuke i kilku ocalałych otrzymują połowę tajemniczej mapy skarbów od brytyjskiego pastora Picara. Zanim jednak zdążą się ewakuować, potężne tornado rozdziela ich i rozrzuca po różnych zakątkach Ameryki, a Takonosuke ląduje na pustyni w Nevadzie.
Na miejscu, lokalny właściciel baru Ham Egg oraz banita Wild Bill Hecock dowiadują się o mapie i postanawiają odnaleźć jej brakującą część. Do wyścigu po skarb dołączają także Hrabia Monte Christo, Arsène Lupin i wielu innych, rozpoczynając szalony pościg dookoła świata.